# Městská knihovna Znojmo
Městská knihovna Znojmo je veřejná knihovna s univerzálním knihovním fondem, jejímž zřizovatelem je město Znojmo.

## Oddělení knihovny
- Oddělení pro dospělé
- Oddělení pro děti
- Studovna a přístup k internetu
- Hudební oddělení
- Knihovna rakouské literatury (Österreich-Bibliothek)
- Regionální oddělení

## Služby
- půjčování knih, časopisů, periodik, CD, zvukových knih, e-knih[5], čteček a tabletů
- deskové hry, Kouzelné čtení
- kopírování, tisk, laminování, kroužková vazba
- vypracování rešerše
- PC a přístup na internet
- meziknihovní výpůjční služba
- Ptejte se knihovny

### Vzdělávání a kultura
- besedy, exkurze, knihovnické lekce, kurzy
- Akademie třetího věku
- Noc s Andersenem[6], Den pro dětskou knihu[7]
- výstavy, soutěže

## Pobočky
Kromě hlavní budovy poskytuje Městská knihovna Znojmo knihovnické služby v 5 svých pobočkách:
- Gagarinova, Gagarinova 2523/13
- Loucká, Loucká 21
- Načeratice, Načeratice 106
- Konice u Znojma, Konice 119
- Mramotice, Mramotice 40